# Шпиндлер, Иоганн
Иоганн Шпиндлер (8 сентября 1777, Мусбах, Фланкен — 1840) — германский врач-офтальмолог, историк медицины медицинский писатель и преподаватель. 
Окончил Вюрцбургский университет, где получил учёную степень и преподавал, с 1807 года был профессором энциклопедии, методологии и истории медицины, в 1812 (или 1813) году стал полным профессором и возглавил там кафедру патологии, продолжив читать лекции по офтальмологии. В 1818 году получил почётное звание доктора философии.
Его труды: «Ueber Entzündungen des Auges und ihre Behandlung» (Вюрцбург, 1807), «Allgemeine Nosologie und Therapie als Wissenschaft» (Франкфурт-на-Майне, 1810); «Ueber das Princip des Menschenmagnetismus» (Нюрнберг, 1811).